# Islam Merili
Islam Merili (en arabe : إسلام مغيلي), né le 27 juin 1998 à El Attaf (Algérie), est un footballeur algérien, évoluant au poste de milieu offensif à l'USM Alger.

## Biographie
Le 8 février 2022, Islam Merili signe un contrat de deux ans et demi avec l'USM Alger. Libre de tout engagement, il était convoité par plusieurs clubs, notamment le MC Alger, mais Merili a opté pour l'USMA après un accord avec le directeur sportif Hocine Achiou. Les supporters usmistes n'ont aucune idée de la nouvelle recrue et ils s'attendent à le voir former un bon duo avec Brahim Benzaza après avoir joué ensemble plusieurs saisons avec l'ASO Chlef,. Le 9 novembre 2022, quelques minutes après son entrée en jeu, Merili inscrit le but de la victoire contre Cape Town City, premier but sous les couleurs de l'USM Alger et se qualifie pour la phase de groupes de la Coupe de la Confédération de la CAF. 
Le 3 juin 2023, Merili a remporté le premier titre de sa carrière de footballeur en remportant la Coupe de la Coupe de la confédération 2022-2023 après avoir battu les Young Africans SC de Tanzanie. Le 16 août 2023, Islam Merili renouvelle son contrat pour deux saisons jusqu'en 2026 aux côtés de neuf autres joueurs. Le 15 septembre 2023, Merili a remporté le titre de la Supercoupe de la CAF après sa victoire contre Al Ahly SC, c'est le deuxième titre africain avec l'USM Alger en trois mois.

## Statistiques

### En club
| Saison                | Club                  | Championnat           | Championnat | Championnat | Championnat | Coupe(s) nationale(s) | Coupe(s) nationale(s) | Coupe(s) nationale(s) | Compétition(s) continentale(s) | Compétition(s) continentale(s) | Compétition(s) continentale(s) | Compétition(s) continentale(s) | Supercoupe CAF | Supercoupe CAF | Supercoupe CAF | Total | Total | Total |
| Saison                | Club                  | Division              | M.          | B.          | P.d.        | M.                    | B.                    | P.d.                  | Comp.                          | M.                             | B.                             | P.d.                           | M.             | B.             | P.d.           | M.    | B.    | P.d.  |
| 2016-2017             | ASO Chlef             | Ligue 2               | 2           | 1           | 0           | -                     | -                     | -                     | -                              | -                              | -                              | -                              | -              | -              | -              | 2     | 1     | 0     |
| 2017-2018             | ASO Chlef             | Ligue 2               | 11          | 0           | 0           | -                     | -                     | -                     | -                              | -                              | -                              | -                              | -              | -              | -              | 11    | 0     | 0     |
| 2018-2019             | ASO Chlef             | Ligue 2               | 29          | 0           | 0           | -                     | -                     | -                     | -                              | -                              | -                              | -                              | -              | -              | -              | 29    | 0     | 0     |
| 2019-2020             | ASO Chlef             | Ligue 1               | 9           | 0           | 0           | -                     | -                     | -                     | -                              | -                              | -                              | -                              | -              | -              | -              | 9     | 0     | 0     |
| 2020-2021             | ASO Chlef             | Ligue 1               | 30          | 2           | 5           | 0                     | 0                     | 0                     | -                              | -                              | -                              | -                              | -              | -              | -              | 30    | 2     | 5     |
| 2021-2022             | ASO Chlef             | Ligue 1               | 9           | 0           | 0           | -                     | -                     | -                     | -                              | -                              | -                              | -                              | -              | -              | -              | 9     | 0     | 0     |
| Sous-total            | Sous-total            | Sous-total            | 90          | 3           | 5           | -                     | -                     | -                     | -                              | -                              | -                              | -                              | -              | -              | -              | 90    | 3     | 5     |
| 2021-2022             | USM Alger             | Ligue 1               | 5           | 0           | 0           | -                     | -                     | -                     | -                              | -                              | -                              | -                              | -              | -              | -              | 5     | 0     | 0     |
| 2022-2023             | USM Alger             | Ligue 1               | 19          | 2           | 1           | -                     | -                     | -                     | C2                             | 11                             | 2                              | 0                              | -              | -              | -              | 30    | 4     | 1     |
| 2023-2024             | USM Alger             | Ligue 1               | 22          | 2           | 0           | 2                     | 0                     | 0                     | C2                             | 8                              | 1                              | 0                              | 1              | 0              | 0              | 33    | 3     | 0     |
| 2024-2025             | USM Alger             | Ligue 1               | 12          | 0           | 0           | 2                     | 0                     | 0                     | C2                             | 5                              | 1                              | 0                              | -              | -              | -              | 19    | 1     | 0     |
| Sous-total            | Sous-total            | Sous-total            | 58          | 4           | 1           | 4                     | 0                     | 0                     | -                              | 24                             | 4                              | 0                              | 1              | 0              | 0              | 87    | 8     | 1     |
| Total sur la carrière | Total sur la carrière | Total sur la carrière | 148         | 7           | 6           | 4                     | 0                     | 0                     | -                              | 24                             | 4                              | 0                              | 1              | 0              | 0              | 177   | 11    | 6     |

## Palmarès
USM Alger
- Coupe de la confédération (1) :
  - Champion : 2023.

- Supercoupe de la CAF (1) :
  - Champion : 2023.